# Quatuor à cordes no 4 de Glazounov
Pour les articles homonymes, voir Quatuor à cordes no 4.
Le Quatuor à cordes no 4 en la mineur, op. 64 G.103, est un quatuor pour deux violons, alto et violoncelle d'Alexandre Glazounov, composé en 1894. C'est un hommage à Piotr Ilitch Tchaïkovski qui venait de disparaitre.

## Contexte et création
À partir de 1894, Alexandre Glazounov prend totalement son indépendance vis-à-vis du Groupe des Cinq. L'influence dans la densité de l'écriture ici est celle de Piotr Ilitch Tchaïkovski et de Johannes Brahms. Pour le traitement contrapuntique, c'est l'influence de Sergueï Taneïev qui se fait sentir dans l'Allegro final. En faisant écouter au piano son Andante introductif à Vladimir Stassov, ce dernier se serait écrier « Mais c'est un cri de désespoir ! Que vous est-il arrivé ? », ce à quoi le compositeur a répondu « J'avais écrit ce quatuor sous l'impression laissée par de sombres souvenirs ».

## Structure
L'œuvre comprend quatre mouvements :
1. Andante - Allegro
2. Andante
3. Scherzo
4. Finale

La durée d'exécution est d'environ trente-trois minutes.

## Analyse
Le quatuor a une tendance au monothématisme. Il a, notamment par son Finale, une expression sonore quasi-symphonique, à l'image des quatuors expressionnistes de Dmitri Chostakovitch.

### Andante - Allegro
L'Andante, intense et beau, précède un Allegro qui présente le leitmotiv principal qui se retrouve aussi dans l'Andante du deuxième mouvement et dans le Finale. Le développement joue sur un thème secondaire qui prend de l'ampleur et exige la richesse d'un orchestre à cordes.

### Andante
La mélodie principale du deuxième mouvement réemploie l'essentiel du leitmotiv tout en le résumant.

### Scherzo
Le Scherzo est la pièce principale du quatuor, brillant autant que virtuose et bien distribué.

### Finale
Le quatrième et dernier mouvement comprend un épisode central avec thème et variations, alternant comme chez Johannes Brahms sérénité et vitalité. Le mouvement comprend beaucoup de liens thématiques, rythmiques et même des répétitions. Il nécessite une compétence d'analyse formelle de la part des interprètes.

## Source
: document utilisé comme source pour la rédaction de cet article.
- François-René Tranchefort, Guide  de la Musique de Chambre, Paris, Fayard, coll. « Les indispensables de la musique », 1998 (1re éd. 1989), 995 p. (ISBN 2-213-02403-0), p. 357.
- Walter Willson Cobbett (trad. de l'anglais par Marie-Stella Pâris, préf. Alain Pâris), Dictionnaire encyclopédique de la musique de chambre : A-J [« Cobbett's Cyclopedic Survey of Chamber Music »], t. 1, Paris, Robert Laffont, coll. « Bouquins », 1999 (1re éd. 1963), 1627 p. (ISBN 2-221-07847-0), p. 582